# Tabanus
Tabanus — найбільший рід родини гедзів, що налічує понад 1000 видів. Поширений у всіх зоогеографічних областях, крім Антарктики.

## Опис
Більшість видів мають темне забарвлення, складні очі без волосків, на відміну від Hybomitra та Atylotus, у самиць роду Tabanus відсутній очковий горбок. Крила у більшості видів прозорі, але у деяких видів крила можуть бути з характерним малюнком як наприклад у Tabanus marmorosus. Тіло личинки від 16 до 48 мм. Забарвлення тіла, зазвичай, світле, рідше — оранжево-коричневе (як у Tabanus miki). Анальний сегмент черевця вкритий щетинками. 
Розміри тіла лялечок від 13 до 48 мм. Лобові горби голови розділені на зовнішні та внутрішні. Черевні зубці в анальній розетці довші за спинні.